# Бабкин, Александр Евгеньевич
Александр Евгеньевич Бабкин (18 марта 1955 или 18 марта 1956 или 18 марта 1954, Люберцы или Москва) — советский футболист, российский мини-футбольный и футбольный тренер. Заслуженный тренер России.

## Биография
Воспитанник ДЮСШ «Динамо» Москва (1965—1968) и «Торпедо» Люберцы (1969—1974). В первенстве СССР играл за команды низших лиг «Знамя Труда» Орехово-Зуево (1975—1976), «Кузбасс» Кемерово (1977), «Ангара» Ангарск (1977—1979), «Трактор» Павлодар (1979), «Зоркий» Красногорск (1980—1981). В 1988—1993 годах играл в люберецкой «Искре».
В большом футболе работал тренером с юношескими командами «Зоркого» (1982—1987) и «Чертаново» (1987—1992). В 1998—2000 годах возглавлял женскую команду «Чертаново».
С начала 1990-х годов работал с ведущими российскими мини-футбольными клубами, в том числе московскими «Дина», «Спартак»/«Новорусь», «КСМ-24»/«ГКИ-Газпром» и другими. Неоднократный чемпион (1992/93, 1993/94) и призёр чемпионатов России по мини-футболу, обладатель Кубка (1992, 1993, 2000, 2002) и Суперкубка (2001, 2003) России.
В 2008 году возглавлял сборную Узбекистана по мини-футболу на чемпионате Азии.
В сезоне 2009/10 — главный тренер мини-футбольного клуба первого дивизиона «Спарта-Щёлково». 23 ноября 2010 был назначен исполняющим обязанности главного тренера клуба российской Суперлиги МФК «Мытищи», затем в течение пяти лет работал в команде главным тренером. Одновременно с работой в клубе был главным тренером молодёжной сборной России по мини-футболу (2011—2012).